# Небојша Ћосић
Небојша Ћосић (Ивањица, 15. октобар 1958) српски је писац. У својим причама са елементима лирске прозе, надреализма и онеобичене фабуле, бави се свакодневним и имагинарним животом.

## Биографија и дела
По завршетку средње школе, уписао је групу за југословенску и општу књижевност на Филолошком факултету у Београду где је дипломирао 1982. године и стекао звање професора југословенске и опште књижевности. У настави радио у континуитету од 1983. до 1988. Упоредо са студирањем и радом у настави, пише прозу и књижевну критику. Повратком у Београд 1988. ради и у Библиотеци града Београда (1993−1995). Прозу и књижевну критику објављује у књижевној и библиотечкој периодици. Члан редакције Новина београдског читалишта.
Објављене књиге прича:
- Приче о смрти (КОС, Београд, 1987)
- Туђе небо (БИГЗ, 1991)
- Несаница (1993)
- Утопије и пијавице (КД Свети Сава, 1994)
- Деца велеграда (КОС, Београд, 2005)
- Рађање песника (Књижевно друштво Свети Сава, Београд, 2011)[4]

Романи:
- Месечево насеље (Нолит, 2002)
- Лула (Стубови културе, 1999)[5]
- Бумеранг (КД Свети Сава, 2006)